# Appoline Schrader
Appoline Wilhelmine Schrader, surnommée « Mina » entre autres, née le 21 octobre 1874 dans le 11e arrondissement de Paris et morte le 27 février 1929 à Évreux est une artiste, sculptrice et militante anarchiste française. 
Née dans une famille ouvrière, elle rejoint les cercles artistiques et anarchistes français. Schrader échange avec et inspire un certain nombre d'artistes, comme Rodin ou Willy. Elle est visée en 1894 comme anarchiste et arrêtée par les autorités, avant d'être libérée quelques jours plus tard, elle poursuit alors ses activités artistiques. 
Schrader meurt en 1929, internée à l'hôpital d'Évreux. Sa photographie policière fait partie des collections du Metropolitan Museum of Art (MET) à New York.
Selon des historiens récents, elle pourrait être le « policier en jupon » mentionné par Auguste Liard-Courtois, décrivant une militante anarchiste qui serait indicatrice de la police et très au fait du mouvement anarchiste.

## Biographie
Appoline Wilhelmine Schrader naît le 21 octobre 1874 dans le 11e arrondissement de Paris,. Sa mère est couturière et son père ouvrier en parapluie. 
Schrader s'intègre au milieu artistique de Montmartre, devenant par exemple dame d'honneur de la modèle Sarah Brown,. Elle échange par lettres avec des dizaines d'artistes, dont le plus connu est Rodin,. Elle est aussi en lien avec Henri Beaulieu ou l'anarchiste Henri Gauche,. L'anarchiste adopte de nombreux surnoms dans les milieux artistiques, comme « Mina de Nyzot, Mina Schrader de Nysold, Mina Schrader de Wegt de Nizeau »,.

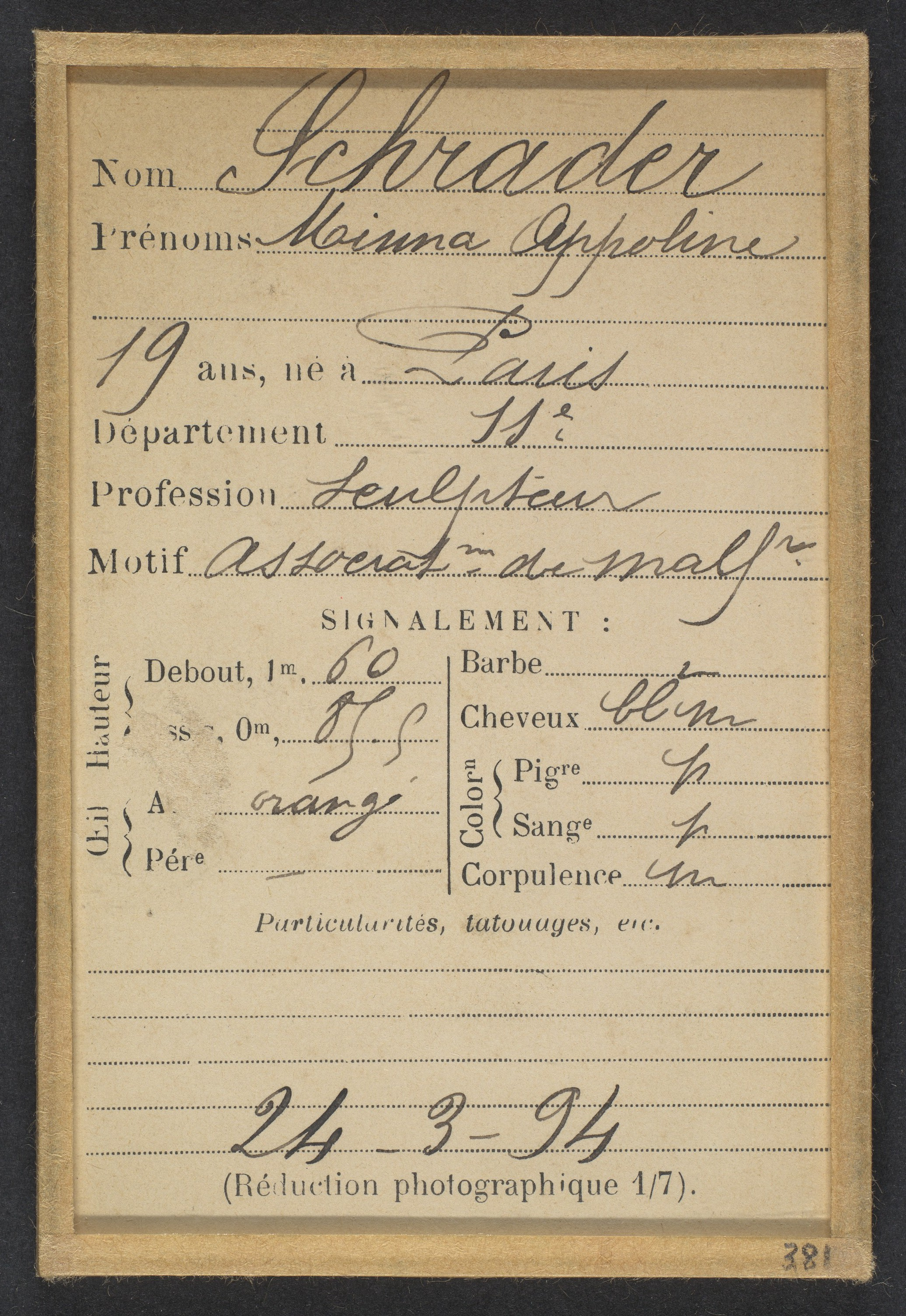
Dossier Bertillon sur Schrader (1894)

En mars 1894, elle est perquisitionnée à son domicile, au 11 rue Berthe, dans le cadre des répressions touchant le mouvement anarchiste,. Refusant de signer le procès verbal de perquisition, Schrader est malmenée par un policier, s'y oppose et lui laisse son peignoir dans les mains alors qu'elle se retrouve nue,.
Pendant son incarcération, elle est prise en photographie comme anarchiste par le service d'Alphonse Bertillon,. Elle reste incarcérée cinq jours puis est libérée. Elle écrit à La Libre Parole pour faire état de son arrestation et rectifie le journal en lui disant qu'elle n'est pas modèle mais sculptrice. Elle déclare : 

« C'est le Vendredi Saint que j'ai été arrêtée. Conduite au Dépôt, des hommes me firent déshabiller pour me mesurer. C'est absolument indigne. Après cela, j'ai été incarcérée dans une cellule infecte, remplie de vermine, et j'y ai dormi ou essayé de dormir sur un lit aussi dur qu'une planche. On m'a promenée ensuite, à travers le Palais, jusqu'chez le juge d'instruction, M. Meyer. Il m'interrogea vaguement, la voix dans ses chaussettes. Enfin, j'ignorerais encore pourquoi j'ai été arrêtée, si le commissaire de police, M. Archer, ne m'avait laissé entendre qu'on me soupçonnait d'avoir eu des relations avec Henri Gauche et Henri Beaulieu, des anarchistes, paraît-il ; mais surtout qu'on voulait me punir d'avoir eu un article ironique à La Libre Parole, à propos de ma première perquisition. C'est ridicule. J'ai été très émue par tous ces événements. Pour comble, on a saisi ma correspondance, et maintenant on fait surveiller mon domicile par de si affreux individus que je n'ose plus y rentrer. »

Suite à sa libération, Schrader sert de modèle à Willy pour l'héroïne de son œuvre, La Passade,. Elle aurait entretenu des relations intimes avec Gabriel-Albert Aurier ou Rémy de Gourmont,.
Elle est internée un temps pour avoir tiré au revolver sur le député et industriel Lazare Weiller,.
En 1897, l'anarchiste sert d'inspiration à l'héroïne de Maîtresse d’esthètes de Willy, écrit par Jean de Tinan,. En 1901, elle est agressée chez sa mère par des ouvriers doreurs qui rentrent dans la cour de leur maison et la frappent avec sa soeur, Rose Schrader.
Internée à l'hôpital d'Évreux, elle y meurt le 27 février 1929,.

## Postérité

### Soupçons de collaboration avec la police
Selon Dominique Petit et Rolf Dupuy, Schrader pourrait être le « policier en jupons » mentionnée par Auguste Liard-Courtois dans ses Mémoires,. Liard-Courtois décrit ainsi une indicatrice de la police anarchiste qu'il ne nomme pas mais qu'il décrit comme une belle jeune femme. Le militant anarchiste a une relation de huit jours avec cette indicatrice à Tours, pendant lesquels elle lui pose des questions sur le mouvement anarchiste, s'intéresse particulièrement à en savoir davantage, et connaît déjà tous les orateurs et les lieux précis où ils ont pris la parole,. Selon Liard-Courtois, il aurait finalement appris d'elle qu'elle serait une indicatrice et combien d'argent elle était payée - mais il ne nomme pas la personne dont il s'agit,.
L'identification avec Schrader est considérée comme plausible par les deux historiens car elle permettrait d'expliquer pourquoi la police la vise en 1894 - éventuellement pour la forcer à collaborer et devenir indicatrice,.

### Photographie policière
Sa photographie policière fait partie des collections du Metropolitan Museum of Art (MET).